# Kees Luyckx
Kees Luyckx (ur. 11 lutego 1986 w Castricum) – holenderski piłkarz występujący na pozycji pomocnika. Obecnie gra w AZ Alkmaar, jednak od 1 lipca oficjalne będzie zawodnikiem NAC Breda.

## Kariera klubowa
Kees Luyckx jako junior trenował w klubie Vitesse '22, gdzie trenerem był jego ojciec. Następnie trafił do młodzieżowej drużyny AZ Alkmaar i latem 2005 roku zaoferowano mu dołączenie do kadry pierwszego zespołu. Ostatecznie profesjonalny kontrakt z AZ Luyckx podpisał w 2006 roku, jednak w trakcie rundy jesiennej sezonu 2006/2007 nie rozegrał ani jednego meczu.
Zimą holenderski gracz został wypożyczony do Excelsioru Rotterdam, w barwach którego zadebiutował 21 stycznia 2007 roku w derbowym meczu ze Spartą. W ostatnim pojedynku sezonu Excelsior grał z AZ Alkmaar. Wygrana AZ dawała im mistrzostwo Holandii bez względu na wyniki mających jeszcze szanse na tytuł PSV Eindhoven i Ajaksu Amsterdam. Ostatecznie Excelsior wygrał 3:2, Luyckx strzelił zwycięskiego gola, a pierwsze miejsce w końcowej tabeli Eredivisie zajęło PSV. Holender pozostał w Rotterdamie na sezon 2007/2008 i rozegrał wówczas 32 ligowe spotkania.
Latem 2008 roku Luyckx powrócił do AZ Alkmaar, gdzie zadebiutował 28 listopada w wygranym 2:0 wyjazdowym pojedynku z FC Groningen. Holender pełnił w swojej drużynie rolę rezerwowego. W styczniu 2010 roku został wypożyczony do ADO Den Haag. W tym samym miesiącu poinformowano, że od nowego sezonu Luyckx będzie zawodnikiem klubu NAC Breda, z którym podpisał trzyletnią umowę.

## Kariera reprezentacyjna
Luyckx ma za sobą występy w reprezentacji Holandii do lat 21. Razem z nią wziął udział w Młodzieżowym Festiwalu Talentów w Tulonie, na którym strzelił gola w zremisowanym 1:1 spotkaniu z Ghaną. Holender nie załapał się do składu drużyny narodowej na Mistrzostwa Europy U-21 2007. Następnie Luyckx znalazł się za to w kadrze na Igrzyska Olimpijskie w Pekinie. Holendrzy z turnieju piłkarskiego zostali wyeliminowani już w ćwierćfinale, kiedy to przegrali 1:2 z Argentyną. Na igrzyskach Luyckx pełnił rolę rezerwowego i nie wystąpił w żadnym z czterech meczów „Oranje”.